# Nootsara Tomkom
Nootsara Tomkom est une volleyeuse thaïlandaise née le 7 juillet 1985 à Ratchaburi.
Elle est considérée comme l'un des meilleures passeuses au monde. Elle remporte le prix de la meilleure passeuse à deux reprises lors du Grand Prix mondial de volley-ball et cinq fois en Coupe d'Asie féminine de volley-ball. 
Elle a été sélectionnée plus de 40 fois en équipe nationale.